# Mosquitono
El denominado Mosquito es un tono de tan alta frecuencia que las personas jóvenes pueden escuchar, mientras que las adultas no.

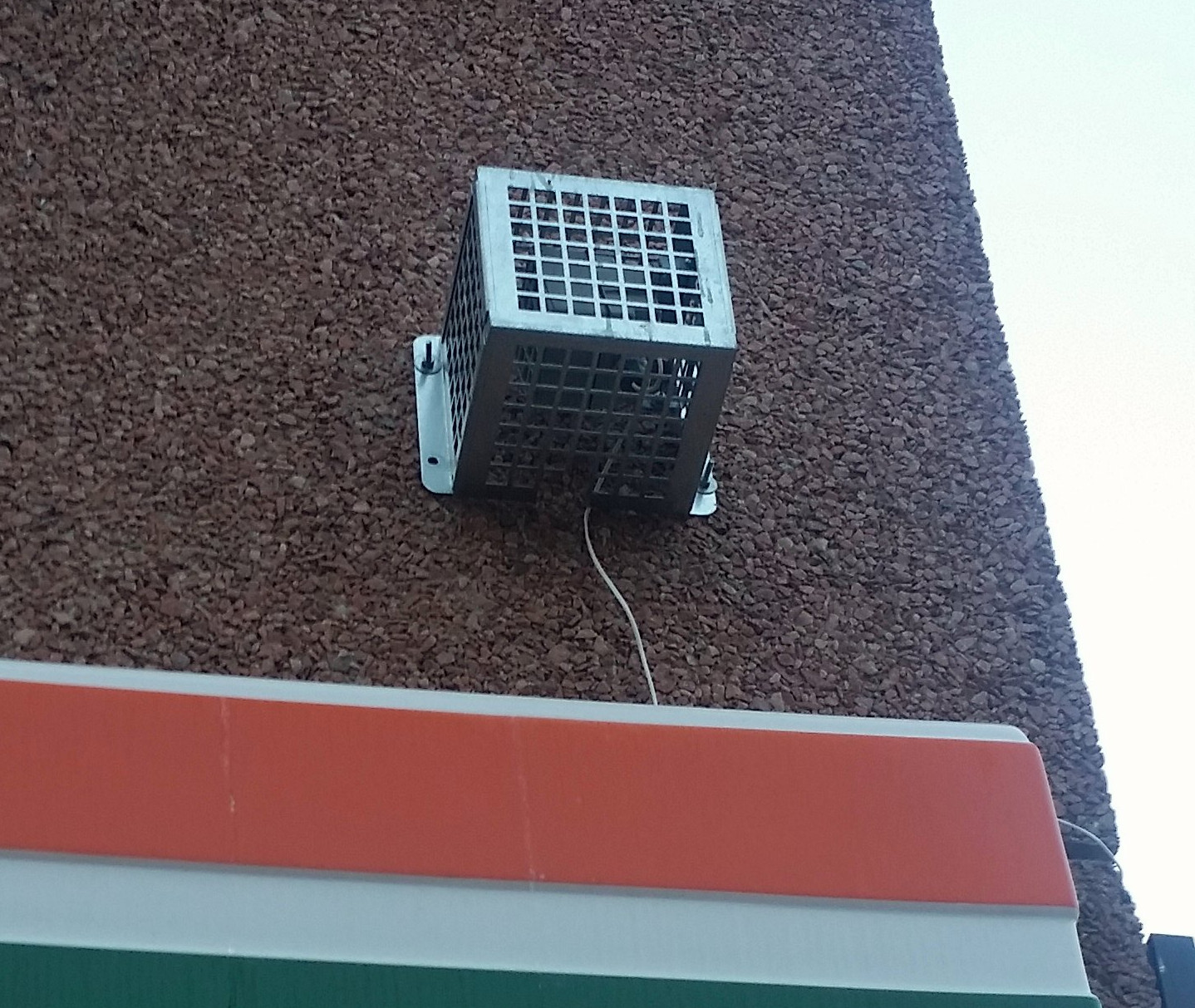
Mosquitono montado fuera de un negocio en Filadelfia, EEUU.

## Características
El "Mosquitono" se basa en el efecto de presbiacusia, el cual consiste en que con los años los seres humanos pierden paulatinamente la capacidad de oír las frecuencias más altas. Al emitirse suena como un zumbido molesto que sólo es audible por bebés, niños y adolescentes. Aunque el volumen de frecuencias que solo oyen los jóvenes se aumentase por cinco veces aún sería imposible de oír para una persona de más de 30 años, solo en casos excepcionales. Es utilizado por comerciantes como un mecanismo para evitar que los jóvenes se acerquen a sus establecimientos. Se comercializa con el nombre The Mosquito.

## Críticas
Su inventor, Howard Stapleton, recibió en 2006 el Premio Ig Nobel de la Paz (una versión paródica del Nobel) por esa investigación.
Los miembros de la asamblea del Consejo de Europa declararon que el sistema es discriminatorio (solo actúa por edad y afecta también a quienes se reúnen tranquilamente), degradante, ofensivo y probablemente dañino.